# Toni Slama
Toni Slama (Bécs, 1948 –) osztrák színész.

## Élete és pályafutása
A bécsi fiúkórusnál folytatott karrierjét követően sikeresen befejezte a bécsi Max Reinhardt-szemináriumot. Később a bécsi Burgtheaterben, a mannheimi nemzeti színházban, a berlini Schillertheaterben, a stuttgarti állami színházban, a frankfurti városi színházban dolgozott. Ezenkívül évek óta vendégszerepel a reichenaui fesztiválon. 1996 és 2015 között a bécsi josefstadti színház tagja, majd 2013 óta tiszteletbeli tagja. 2015 óta a bécsi Volksoper különböző előadásaiban működik közre, mint például a Marica grófnő, Anatevka, valamint a Cigány. 
2020 januárjától ismét szerepel a Cigány című musicalben és a Marica grófnőben. 
Számos filmsorozatban is szerepelt, mint például a hazánkban is ismert Rex felügyelő, Julia, Zodiac, Krupp, Revans, Üdvözlet Bécsből, valamint a magyar Bátrak földje című sorozatban.

## Díjai
- Nestroy-díj - legjobb színész kategória (2004)
- Kammerschauspieler díj (2019)

## Fordítás
Ez a szócikk részben vagy egészben  a   Toni Slama című német Wikipédia-szócikk ezen változatának fordításán alapul.  Az eredeti cikk szerkesztőit annak laptörténete sorolja fel. Ez a jelzés csupán a megfogalmazás eredetét és a szerzői jogokat jelzi, nem szolgál a cikkben szereplő információk forrásmegjelöléseként.